# Gerichtsbezirk Schlanders
Der Gerichtsbezirk Schlanders war ein dem Bezirksgericht Schlanders unterstehender Gerichtsbezirk in der Gefürsteten Grafschaft Tirol. Der Gerichtsbezirk umfasste Teile des Vinschgaus und gehörte zuletzt zum Bezirk Schlanders. Nach dem Ersten Weltkrieg musste Österreich den gesamten Gerichtsbezirk an Italien abtreten.

## Geschichte
Der Gerichtsbezirk Schlanders wurde durch eine 1849 beschlossene Kundmachung der Landes-Gerichts-Einführungs-Kommission geschaffen und umfasste ursprünglich die 27 Gemeinden Allitz, Eyrs, Freiberg, Gallsaun, Göflau, Goldrain, Kastelbell, Kortsch, Laas, Latsch, Latschinig, Marein, Martell, Morter, Rödersberg, Schlanders, Sonnenberg, Staben, Tabland, Tanas, Tannberg, Tarsch, Trumsberg, Tschars, Tschengls, Vetzan und Vorberg.
Der Gerichtsbezirk Schlanders bildete im Zuge der Trennung der politischen von der judikativen Verwaltung
ab 1868 gemeinsam mit den Gerichtsbezirken Meran, Glurns, Passeier und Lana den Bezirk Meran.
Die Gerichtsbezirke Schlanders und Glurns wurden ab dem 1. Oktober 1901 als eigenständiger Bezirk Schlanders vom Bezirk Meran abgespalten.
Der Gerichtsbezirk Schlanders wies 1869 eine Bevölkerung von 12.285 Personen auf. 1910 wurden für den Gerichtsbezirk 12.418 Personen ausgewiesen, von denen 12.410 Deutsch (99,9 %) und 7 Italienisch oder Ladinisch (0,1 %) als Umgangssprache angaben.
Durch die Grenzbestimmungen des am 10. September 1919 abgeschlossenen Vertrages von Saint-Germain wurde der Gerichtsbezirk Schlanders zur Gänze Italien zugeschlagen.

## Gerichtssprengel
Der Gerichtssprengel umfasste 1910 die 25 Gemeinden Allitz, Eyrs, Gallsaub, Göflan, Goldrain, Kastelbell, Kortsch, Laas, Latsch, Latschinig, Martell, Morter, Nördersberg, St. Martin am Vorberg, Schlanders, Schnals, Sonnenberg, Staben, Tabland, Tannas, Tarsch, Tomberg, Tschars, Tschengls und Vetzan.